# Suisse aux Jeux olympiques de 1900
La Suisse participe aux Jeux olympiques d'été de 1900 à Paris, en France. Elle y remporte neuf médailles : six d'or, deux d'argent et une de bronze, se classant à la 6e place au tableau des médailles. La délégation suisse compte 18 sportifs (17 hommes et 1 femme).

## Médailles
Ce bilan correspond au tableau de médailles intitulé  Tableau des médailles de sports-reference.com qui se trouve au sein de l'article Jeux olympiques de 1900. il est parfaitement conforme aux données du CIO, revues en juillet 2021.
| Médaille                            | Nom                                                                                                | Sport | Compétition                                  |
| ----------------------------------- | -------------------------------------------------------------------------------------------------- | ----- | -------------------------------------------- |
| Médaille d'or, Jeux olympiques      | Emil Kellenberger                                                                                  | Tir   | Rifle d'ordonnance, 300 mètres, 3 positions  |
| Médaille d'or, Jeux olympiques      | Karl Conrad Röderer                                                                                | Tir   | 50 mètres pistolet 60 coups                  |
| Médaille d'or, Jeux olympiques      | Konrad Stäheli                                                                                     | Tir   | Rifle d'ordonnance, 300 mètres, à genoux     |
| Médaille d'or, Jeux olympiques      | Friedrich Lüthi (en) Paul Probst (en) Louis-Marc Richardet (en) Conrad Karl Röderer Konrad Stäheli | Tir   | 50 mètres pistolet d'ordonnance, par équipes |
| Médaille d'or, Jeux olympiques      | Franz Böckli (en) Alfred Grüter (en) Emil Kellenberger Louis-Marc Richardet (en) Konrad Stäheli    | Tir   | Rifle libre, par équipes                     |
| Médaille d'or, Jeux olympiques      | Bernard de Pourtalès Hélène de Pourtalès Hermann de Pourtalès                                      | Voile | 1 – 2 tonneaux - Course 1                    |
| Médaille d'argent, Jeux olympiques  | Emil Kellenberger                                                                                  | Tir   | Rifle d'ordonnance, 300 mètres, à genoux     |
| Médaille d'argent, Jeux olympiques  | Bernard de Pourtalès Hélène de Pourtalès Hermann de Pourtalès                                      | Voile | 1 – 2 tonneaux - Course 2                    |
| Médaille de bronze, Jeux olympiques | Konrad Stäheli                                                                                     | Tir   | 50 mètres pistolet, 60 coups                 |